# Les Mamelles
Les Mamelles (Frans voor De Borsten) zijn een administratief district van de Seychellen. Het district is vlak bij het hoofdeiland Mahé van de Seychellen gelegen en bestaat uit een aantal eilandjes op een paar kilometer uit de kust van Mahé. Het district heeft een oppervlakte van zo'n vier vierkante kilometer en had bij de census van 2002 2352 inwoners.